# Cochrane (Ontario)
Cochrane è una città situata nel Nord dell'Ontario, in Canada.
Si trova a Est di Kapuskasing, a Nord-Est di Timmins, a Sud di Moosonee e a Nord di Iroquois Falls. Si trova a circa un'ora di macchina da Timmins, la più grande città della regione.
La popolazione della città è composta approssimativamente da residenti per metà anglofoni e per metà francofoni.
La mascotte della città è l'orso polare.